# Paraná (calciatore)
Paraná, pseudonimo di Ademir de Barros (Cambará, 21 marzo 1942), è un ex calciatore brasiliano, di ruolo attaccante.

## Caratteristiche tecniche
Giocava come ala sinistra. Giocatore dalla grande abilità tecnica, era mancino, ma comunque dotato di una buona sensibilità anche nel piede destro; il suo stile di gioco era all'insegna dell'aggressività, sia in fase offensiva che in quella difensiva, a cui spesso contribuiva ripiegando durante il possesso degli avversari.

## Carriera

### Club
Cresciuto nel São Bento, compagine dello stato di San Paolo, fu acquistato dal San Paolo nel 1965 (arrivò al club il 17 febbraio). Con la maglia della squadra tricolor si mise in evidenza, risultando benvoluto dai tifosi e dalla stampa paulista durante la sua lunga militanza con il club della capitale statale. Nel 1970 e 1971 fece parte della squadra che conquistò due titoli statali consecutivi, che rimarranno gli unici trofei della sua carriera; il 10 settembre 1973 lasciò il club per trasferirsi al modesto Tiradentes-PI, per disputare il Quarto Campeonato Nacional de Clubes: giocò poi per l'Operário, il Colorado, la Londrina e la Francana, prima di tornare al São Bento nel 1978. Chiuse la carriera con il Barra Bonita, piccolo club dello Stato di San Paolo.

### Nazionale
Esordì con la maglia del Brasile il 30 giugno 1965 a Stoccolma contro la Svezia, giocando titolare; partecipò in seguito alla doppia sfida con l'Unione Sovietica, svoltasi il 4 luglio e il 21 novembre dello stesso anno. Fu poi chiamato in Nazionale nel 1966 da Vicente Feola, che creò una lista di quarantasette possibili convocati per Inghilterra 1966, da selezionare tramite una serie di amichevoli. Una volta incluso nella lista nei ventidue, giocò la sua ultima partita in Nazionale contro il Portogallo, il 19 luglio 1966 a Goodison Park.

## Palmarès

### Club

#### Competizioni nazionali
- Campionato paulista: 2

San Paolo: 1970, 1971